# ヨーウィー
ヨーウィー（Yowie、Yowie-Whowie）は、オーストラリアで語られる未確認生物。フーウィー、ウォーウィーとも呼ばれる。発音としてはヤーウィが近い。
もともとはアボリジニの伝承に登場する架空の生物を指す語であった。現代においては、ヨーウィーはオーストラリアの荒野に潜む未知の獣人の（いくらか親しみを込めた）一般的な呼称として用いられることも多い。これは前述の架空の生物とは無関係であり、ヒマラヤのイエティや、北米のビッグフットと同様の位置づけにあたる。その正体については巨大類人猿の生き残りという説や、アボリジニーやカンガルーの見間違えという説がある。

## アボリジニの伝承におけるヨーウィー
ヨーウィーは6本の昆虫のような足（しばしば「カブトムシの足」と形容される）を持ち、頭と胴体はトカゲで、ヘビの尻尾を持っている。普段は深い洞窟の奥に潜み、暗くなってから獲物を求めて外に出てくる。足音は極めて騒々しく、身のこなしはとても俊敏で、時折人家の近くにも姿を現し、家畜などを捕食することがあると伝えられる。オーストラリアの家畜の被害のいくらかは、この生物の仕業だとされている。時には人間も襲って捕食するという。

## 未知の獣人としてのヨーウィー
オーストラリア大陸に生息するとされ、直立二足歩行をする獣人もヨーウィーの名で呼ばれる。体長は1.5m～3mまであり、全身茶色に近い体毛で覆われている。

### 目撃の歴史
1795年、シドニー湾の近くでヨーロッパ移民達により最初の目撃報告がなされている。1970年8月7日未知動物研究家のレックス・ギロルイはブルーマウンテンの一角にあるソリタリー山の森の中でヨーウィと遭遇した。1.5mと小柄な体格をしたそれは甲高い鳴き声を上げながら森の中に姿を消したという。1976年8月10日にはリズモンド地区の民家にヨーウィが続けて出現した。
アボリジニの間ではヨーウィの存在は古くから知られていた。1895年頃までニューサウスウェールズのブルーマウンテン一帯に住んでいた最後のアボリジニの間では「ガバ」と呼ばれていた。

### ヨーウィの正体
レックス・ギロルイはヨーウィの正体をメガントロプスが氷河期にジャワ島からオーストラリア大陸に移り住んできて、そのまま現代に生き残ったものではないかと主張している。1941年にジャワ島ではメガントロプスの化石が発見されているが、有名なジャワ原人の骨よりも古く頑丈だというのがわかっている。メガントロプスが猿人と原人の中間だとすれば、全身を覆う体毛、道具を使うことなどの特徴から、いわゆる「ヨーウィ」と同一視できる可能性もある。しかし、この説には何故、ジャワからメガントロプスが渡ってこれたのに、他の島の動物たちがオーストラリア大陸に渡ってこなかったのかという弱点がある。2019年の研究では、メガントロプスはそもそもヒト上科にすら属さないとされる。
このため、先住民であるアボリジニやカンガルーを暗闇などで誤認したのでは無いかとも言われている。

## 大衆文化の中で
オーストラリアの食玩『ヤウイ』はこの生物（未知の獣人をキャラクター化）を元にしている。